# Đúc tự động
Đúc tự động hay Viết bằng mực trực tiếp (DIW) là một kỹ thuật sản xuất bồi đắp trong đó một sợi bột nhão (được gọi là 'mực', theo sự tương tự với in thông thường) được ép đùn từ vòi phun nhỏ trong khi vòi phun được di chuyển trên nền tảng. Do đó, đối tượng được xây dựng bằng cách 'viết' lớp biên dạng yêu cầu theo từng lớp. Kỹ thuật này lần đầu tiên được phát triển ở Hoa Kỳ vào năm 1996 như là một phương pháp cho phép các bộ phận gốm tươi có độ phức tạp hình học cao được sản xuất bằng cách sản xuất bồi đắp. Trong đúc tự động, một mô hình CAD 3D được chia thành các lớp theo cách tương tự như các kỹ thuật sản xuất bồi đắp khác. Một chất lỏng (thường là bùn gốm), được gọi là "mực", sau đó được ép đùn qua một vòi phun nhỏ khi vị trí của vòi được điều khiển, vẽ ra hình dạng của mỗi lớp của mô hình CAD. Mực thoát ra khỏi vòi phun trong trạng thái giống như chất lỏng nhưng vẫn giữ được hình dạng của nó ngay lập tức, khai thác tính chất lưu biến của việc cắt mỏng. Nó khác với mô hình lắng đọng nóng chảy vì nó không phụ thuộc vào quá trình đông đặc hoặc sấy khô để giữ lại hình dạng của nó sau khi phun ra.

## Quá trình
Đúc tự động bắt đầu với một quá trình phần mềm mà cắt lát một tập tin STL (định dạng tập tin in li-tô lập thể) vào các lớp có độ dày tương tự như đường kính vòi phun. Chi tiết được tạo ra bằng cách ép một sợi in liên tục của vật liệu mực theo hình dạng cần thiết để đổ đầy lớp đầu tiên. Tiếp theo, hoặc là bàn in được di chuyển xuống hoặc các vòi phun được di chuyển lên và lớp tiếp theo được lắng đọng trong mô hình yêu cầu. Điều này được lặp lại cho đến khi chi tiết 3d được hoàn tất. Các cơ chế điều khiển số thường được sử dụng để di chuyển vòi phun trong đường dẫn dao được tính toán được tạo ra bởi gói phần mềm sản xuất có sự hỗ trợ của máy tính (CAM). Động cơ bước hoặc động cơ servo thường được sử dụng để di chuyển vòi phun với độ chính xác tốt cỡ nanomet.
Các chi tiết này thường rất mỏng manh và mềm vào thời điểm này. Sấy, loại bỏ chất liên kết và thiêu kết thường theo sau để cung cấp cho các chi tiết các tính chất cơ học mong muốn.
Tùy thuộc vào thành phần mực in, tốc độ in và môi trường in, đúc tự động thường có thể đối phó với nhô ra vừa phải và các khu vực trải rộng lớn nhiều lần đường kính sợi dài, nơi cấu trúc không được hỗ trợ từ bên dưới. Điều này cho phép các giàn giáo 3D định kỳ phức tạp được in một cách dễ dàng, một khả năng mà không được sở hữu bởi các kỹ thuật sản xuất bồi đắp khác. Những chi tiết này đã cho thấy sự hứa hẹn rộng rãi trong các lĩnh vực như tinh thể quang tử, cấy ghép xương, hỗ trợ và các bộ lọc chất xúc tác. Hơn nữa, các cấu trúc hỗ trợ cũng có thể được in từ một "mực bay bướn" dễ dàng bị loại bỏ. Điều này cho phép hầu như mọi hình dạng được in theo bất kỳ hướng nào.

## Ứng dụng

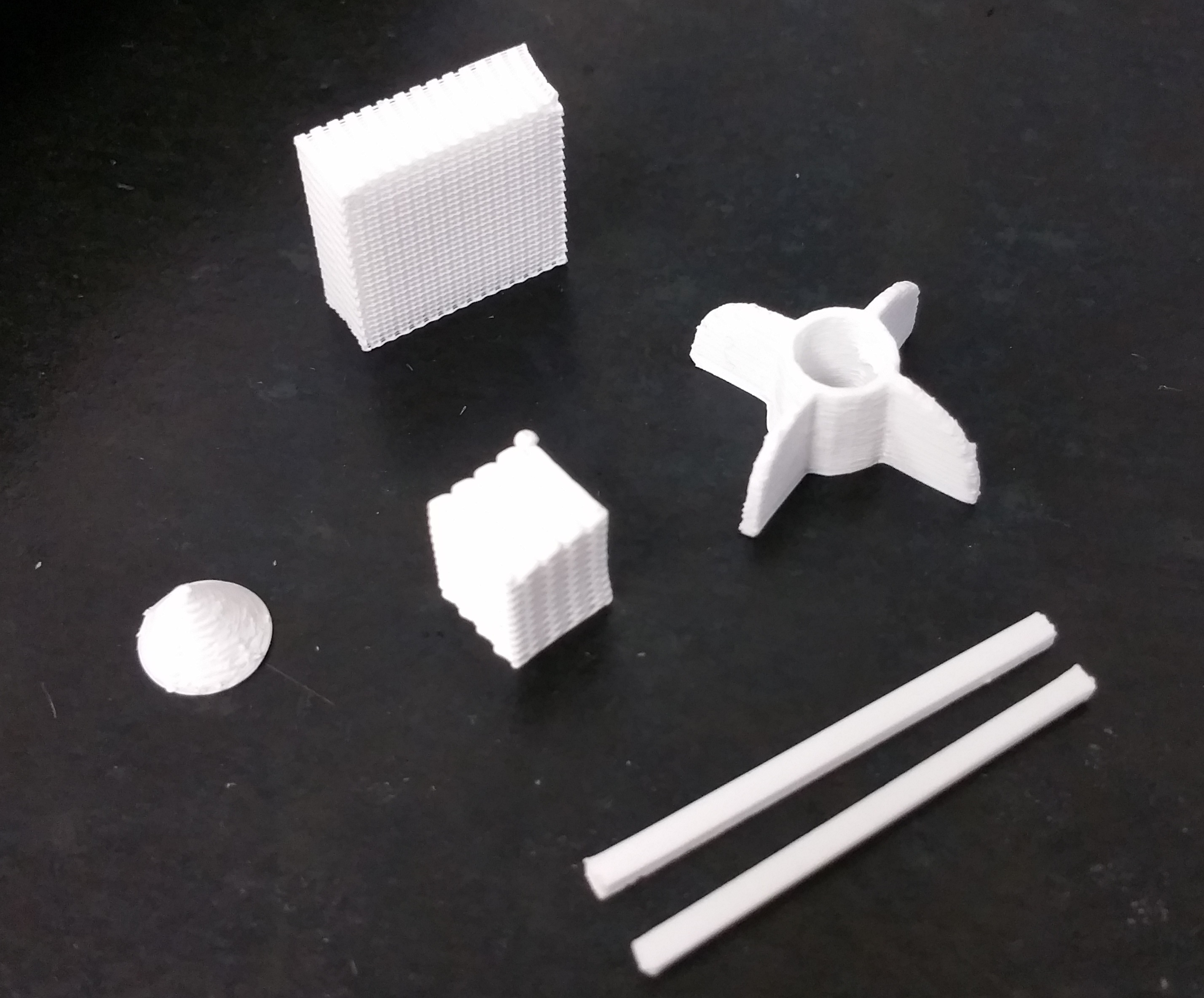
Một loạt các hình học alumina đơn giản được tạo ra bởi sự đúc tự động.

Kỹ thuật này có thể tạo ra các bộ phận gốm mật độ thấp, rất giòn và phải được thiêu kết trước khi được sử dụng trong hầu hết các trường hợp, tương tự như nồi gốm bằng đất sét ướt trước khi được nung. Một loạt các hình dạng khác nhau có thể được hình thành từ kỹ thuật này, từ các bộ phận nguyên khối rắn đến các "giàn giáo" micro phức tạp, và vật liệu composite phù hợp. Cho đến nay, ứng dụng được nghiên cứu nhiều nhất đối với đúc tự động là trong việc sản xuất các mô cấy ghép mô sinh học tương thích. Cấu trúc mạng xếp chồng "Woodpile" có thể được hình thành khá dễ dàng cho phép xương và các mô khác trong cơ thể con người phát triển và cuối cùng thay thế việc cấy ghép. Với các kỹ thuật quét y tế khác nhau, hình dạng chính xác của mô bị mất đã được thiết lập và đưa vào phần mềm mô hình hóa 3d và được in ra. Kính calci phosphat và hydroxyapatite đã được khám phá rộng rãi như là vật liệu ứng cử viên do tính tương thích sinh học và cấu trúc tương tự với xương. Các ứng dụng tiềm năng khác bao gồm việc sản xuất các cấu trúc diện tích bề mặt cao đặc biệt, chẳng hạn như chất xúc tác hoặc chất điện phân tế bào nhiên liệu. Vật liệu tổng hợp chịu tải  mang ma trận kim loại và ma trận gốm nâng cao có thể được hình thành bằng cách thâm nhập vào các bộ phận gỗ với kính nóng chảy, hợp kim hoặc bùn.
Đúc tự động cũng đã được sử dụng để lắng đọng tiền polymer và mực sol-gel thông qua nhiều đường kính vòi phun tốt hơn (<2μm) hơn so với mực gốm.